# Nemophora maxinae
Nemophora maxinae is een vlinder uit de familie van de langsprietmotten (Adelidae). De wetenschappelijke naam van de soort is voor het eerst geldig gepubliceerd door Kozlov & Robinson.